# Črt
Črt je slovensko moško osebno ime

## Izvor imena
Ime Črt je skrajšana oblika imena Črtomir.

## Pogostost imena
Leta 1994 je bilo po podatkih iz knjige Leksikon imen Janeza Kebra v Sloveniji 149 nosilcev imena Črt.
Po podatkih Statističnega urada Republike Slovenije je bilo na dan 31. decembra 2007 v Sloveniji število moških oseb z imenom Črt: 290. Med vsemi moškimi imeni pa je ime Črt po pogostosti uporabe uvrščeno na 329. mesto.

## Osebni praznik
V koledarju je ime Črt skupaj z imenom Črtomir, god praznuje 15. novembra.